# Podnoszenie ciężarów na Letnich Igrzyskach Olimpijskich 1904 – wielobój mężczyzn
Wielobój mężczyzn był jedną z konkurencji w podnoszeniu ciężarów na Letnich Igrzyskach Olimpijskich 1904. Zawody odbyły się 3 września 1904 r. W zawodach uczestniczyło dwóch zawodników ze Stanów Zjednoczonych oraz jeden który reprezentował Cesarstwo Niemieckie.

## Wyniki
W każdej rundzie przyznawano 5 punktów dla zwycięzcy, 3 punkty dla drugiego zawodnika i 1 punkt dla trzeciego. W rundzie 10. w której zawodnicy wykonywali ćwiczenia wybrane przez siebie, mogli otrzymać do 25 punktów.

### Finał
| Runda 1 | Runda 1           | Runda 1 | Runda 1 |
| Miejsce | Zawodnik          | Ciężar  | Punkty  |
| ------- | ----------------- | ------- | ------- |
| 1.      | Frederick Winters | 62,14   | 5       |
| 2.      | Oscar Osthoff     | 45,14   | 3       |
| 3.      | Frank Kugler      | 36,06   | 1       |

| Runda 2 | Runda 2           | Runda 2 | Runda 2 |
| Miejsce | Zawodnik          | Ciężar  | Punkty  |
| ------- | ----------------- | ------- | ------- |
| 1.      | Frederick Winters | 45,47   | 5       |
| 2.      | Oscar Osthoff     | 33,51   | 3       |
| 3.      | Frank Kugler      | 24,15   | 1       |

| Po rundzie 2 | Po rundzie 2      | Po rundzie 2 | Po rundzie 2 | Po rundzie 2 |
| Miejsce      | Zawodnik          | 1            | 2            | Suma         |
| ------------ | ----------------- | ------------ | ------------ | ------------ |
| 1.           | Frederick Winters | 5            | 5            | 10           |
| 2.           | Oscar Osthoff     | 3            | 3            | 6            |
| 3.           | Frank Kugler      | 1            | 1            | 2            |

| Runda 3 | Runda 3           | Runda 3 | Runda 3 |
| Miejsce | Zawodnik          | Ciężar  | Punkty  |
| ------- | ----------------- | ------- | ------- |
| 1.      | Frederick Winters | 58,97   | 5       |
| 2.      | Oscar Osthoff     | 52,96   | 3       |
| 3.      | Frank Kugler      | 42,69   | 1       |

| Po rundzie 3 | Po rundzie 3      | Po rundzie 3 | Po rundzie 3 | Po rundzie 3 | Po rundzie 3 |
| Miejsce      | Zawodnik          | 1            | 2            | 3            | Suma         |
| ------------ | ----------------- | ------------ | ------------ | ------------ | ------------ |
| 1.           | Frederick Winters | 5            | 5            | 5            | 15           |
| 2.           | Oscar Osthoff     | 3            | 3            | 3            | 9            |
| 3.           | Frank Kugler      | 1            | 1            | 1            | 3            |

| Runda 4 | Runda 4           | Runda 4 | Runda 4 |
| Miejsce | Zawodnik          | Ciężar  | Punkty  |
| ------- | ----------------- | ------- | ------- |
| 1.      | Oscar Osthoff     | 68,04   | 5       |
| 2.      | Frank Kugler      | 58,97   | 2       |
| 2.      | Frederick Winters | 58,97   | 2       |

| Po rundzie 4 | Po rundzie 4      | Po rundzie 4 | Po rundzie 4 | Po rundzie 4 | Po rundzie 4 | Po rundzie 4 |
| Miejsce      | Zawodnik          | 1            | 2            | 3            | 4            | Suma         |
| ------------ | ----------------- | ------------ | ------------ | ------------ | ------------ | ------------ |
| 1.           | Frederick Winters | 5            | 5            | 5            | 2            | 17           |
| 2.           | Oscar Osthoff     | 3            | 3            | 3            | 5            | 14           |
| 3.           | Frank Kugler      | 1            | 1            | 1            | 2            | 5            |

| Runda 5 | Runda 5           | Runda 5 | Runda 5 |
| Miejsce | Zawodnik          | Ciężar  | Punkty  |
| ------- | ----------------- | ------- | ------- |
| 1.      | Frederick Winters | 81,53   | 5       |
| 2.      | Oscar Osthoff     | 67,42   | 3       |
| 3.      | Frank Kugler      | 48,65   | 1       |

| Po rundzie 5 | Po rundzie 5      | Po rundzie 5 | Po rundzie 5 | Po rundzie 5 | Po rundzie 5 | Po rundzie 5 | Po rundzie 5 |
| Miejsce      | Zawodnik          | 1            | 2            | 3            | 4            | 5            | Suma         |
| ------------ | ----------------- | ------------ | ------------ | ------------ | ------------ | ------------ | ------------ |
| 1.           | Frederick Winters | 5            | 5            | 5            | 2            | 5            | 22           |
| 2.           | Oscar Osthoff     | 3            | 3            | 3            | 5            | 3            | 17           |
| 3.           | Frank Kugler      | 1            | 1            | 1            | 2            | 1            | 6            |

| Runda 6 | Runda 6           | Runda 6 | Runda 6 |
| Miejsce | Zawodnik          | Ciężar  | Punkty  |
| ------- | ----------------- | ------- | ------- |
| 1.      | Frederick Winters | 61,46   | 5       |
| 2.      | Oscar Osthoff     | 57,61   | 3       |
| 3.      | Frank Kugler      | 46,66   | 1       |

| Po rundzie 6 | Po rundzie 6      | Po rundzie 6 | Po rundzie 6 | Po rundzie 6 | Po rundzie 6 | Po rundzie 6 | Po rundzie 6 | Po rundzie 6 |
| Miejsce      | Zawodnik          | 1            | 2            | 3            | 4            | 5            | 6            | Suma         |
| ------------ | ----------------- | ------------ | ------------ | ------------ | ------------ | ------------ | ------------ | ------------ |
| 1.           | Frederick Winters | 5            | 5            | 5            | 2            | 5            | 5            | 27           |
| 2.           | Oscar Osthoff     | 3            | 3            | 3            | 5            | 3            | 3            | 20           |
| 3.           | Frank Kugler      | 1            | 1            | 1            | 2            | 1            | 1            | 7            |

| Runda 7 | Runda 7           | Runda 7 | Runda 7 |
| Miejsce | Zawodnik          | Ciężar  | Punkty  |
| ------- | ----------------- | ------- | ------- |
| 1.      | Oscar Osthoff     | 68,49   | 5       |
| 2.      | Frederick Winters | 63,73   | 3       |
| 3.      | Frank Kugler      | 42,75   | 1       |

| Po rundzie 7 | Po rundzie 7      | Po rundzie 7 | Po rundzie 7 | Po rundzie 7 | Po rundzie 7 | Po rundzie 7 | Po rundzie 7 | Po rundzie 7 | Po rundzie 7 |
| Miejsce      | Zawodnik          | 1            | 2            | 3            | 4            | 5            | 6            | 7            | Suma         |
| ------------ | ----------------- | ------------ | ------------ | ------------ | ------------ | ------------ | ------------ | ------------ | ------------ |
| 1.           | Frederick Winters | 5            | 5            | 5            | 2            | 5            | 5            | 3            | 30           |
| 2.           | Oscar Osthoff     | 3            | 3            | 3            | 5            | 3            | 3            | 5            | 25           |
| 3.           | Frank Kugler      | 1            | 1            | 1            | 2            | 1            | 1            | 1            | 8            |

| Runda 8 | Runda 8           | Runda 8 | Runda 8 |
| Miejsce | Zawodnik          | Ciężar  | Punkty  |
| ------- | ----------------- | ------- | ------- |
| 1.      | Frederick Winters | 57,38   | 5       |
| 2.      | Oscar Osthoff     | 52,96   | 3       |
| 3.      | Frank Kugler      | 35,38   | 1       |

| Po rundzie 8 | Po rundzie 8      | Po rundzie 8 | Po rundzie 8 | Po rundzie 8 | Po rundzie 8 | Po rundzie 8 | Po rundzie 8 | Po rundzie 8 | Po rundzie 8 | Po rundzie 8 |
| Miejsce      | Zawodnik          | 1            | 2            | 3            | 4            | 5            | 6            | 7            | 8            | Suma         |
| ------------ | ----------------- | ------------ | ------------ | ------------ | ------------ | ------------ | ------------ | ------------ | ------------ | ------------ |
| 1.           | Frederick Winters | 5            | 5            | 5            | 2            | 5            | 5            | 3            | 5            | 35           |
| 2.           | Oscar Osthoff     | 3            | 3            | 3            | 5            | 3            | 3            | 5            | 3            | 28           |
| 3.           | Frank Kugler      | 1            | 1            | 1            | 2            | 1            | 1            | 1            | 1            | 9            |

| Runda 9 | Runda 9           | Runda 9 | Runda 9 |
| Miejsce | Zawodnik          | Ciężar  | Punkty  |
| ------- | ----------------- | ------- | ------- |
| 1.      | Oscar Osthoff     | 88,22   | 5       |
| 2.      | Frederick Winters | 76,71   | 3       |
| 3.      | Frank Kugler      | 66,91   | 1       |

| Po rundzie 9 | Po rundzie 9      | Po rundzie 9 | Po rundzie 9 | Po rundzie 9 | Po rundzie 9 | Po rundzie 9 | Po rundzie 9 | Po rundzie 9 | Po rundzie 9 | Po rundzie 9 | Po rundzie 9 |
| Miejsce      | Zawodnik          | 1            | 2            | 3            | 4            | 5            | 6            | 7            | 8            | 9            | Suma         |
| ------------ | ----------------- | ------------ | ------------ | ------------ | ------------ | ------------ | ------------ | ------------ | ------------ | ------------ | ------------ |
| 1.           | Frederick Winters | 5            | 5            | 5            | 2            | 5            | 5            | 3            | 5            | 3            | 38           |
| 2.           | Oscar Osthoff     | 3            | 3            | 3            | 5            | 3            | 3            | 5            | 3            | 5            | 33           |
| 3.           | Frank Kugler      | 1            | 1            | 1            | 2            | 1            | 1            | 1            | 1            | 1            | 10           |

| Runda 10 | Runda 10          | Runda 10  | Runda 10 |
| Miejsce  | Zawodnik          | Ciężar    | Punkty   |
| -------- | ----------------- | --------- | -------- |
| 1.       | Oscar Osthoff     | 6 x 80,29 | 15       |
| 2.       | Frederick Winters | 6 x 47,74 | 7        |
| 3.       | Frank Kugler      | –         | 0        |

| Ostateczna klasyfikacja | Ostateczna klasyfikacja | Ostateczna klasyfikacja | Ostateczna klasyfikacja | Ostateczna klasyfikacja | Ostateczna klasyfikacja | Ostateczna klasyfikacja | Ostateczna klasyfikacja | Ostateczna klasyfikacja | Ostateczna klasyfikacja | Ostateczna klasyfikacja | Ostateczna klasyfikacja | Ostateczna klasyfikacja |
| Miejsce                 | Zawodnik                | 1                       | 2                       | 3                       | 4                       | 5                       | 6                       | 7                       | 8                       | 9                       | 10                      | Suma                    |
| ----------------------- | ----------------------- | ----------------------- | ----------------------- | ----------------------- | ----------------------- | ----------------------- | ----------------------- | ----------------------- | ----------------------- | ----------------------- | ----------------------- | ----------------------- |
|                         | Oscar Osthoff           | 3                       | 3                       | 3                       | 5                       | 3                       | 3                       | 5                       | 3                       | 5                       | 15                      | 48                      |
|                         | Frederick Winters       | 5                       | 5                       | 5                       | 2                       | 5                       | 5                       | 3                       | 5                       | 3                       | 7                       | 45                      |
|                         | Frank Kugler            | 1                       | 1                       | 1                       | 2                       | 1                       | 1                       | 1                       | 1                       | 1                       | 0                       | 10                      |